# Ceratozamia zoquorum
Ceratozamia zoquorum — вид голонасінних рослин класу саговникоподібні (Cycadopsida).

## Морфологія
Стебло циліндричне, темно-коричневе, від 10 до 50 см у висоту, діаметр якого може досягати такого ж розміру. Є від одного до п'яти листків, листки можуть бути більше трьох метрів в довжину і в ширину 40–70 см, з довгими черешками від 20 см до більше метра. Хребет від 40 до 150 см. Фрагменти листків 20–40 см завдовжки і шириною 3–6 см, їх від п'яти до шістнадцяти пар на листок. Чоловічі шишки 10–30 см завдовжки з діаметром 3–4 см, світло-коричневого або червонувато-коричневого кольору, залежно від стадії дозрівання. Жіночі шишки мають циліндричну форму, 20–25 см завдовжки, з діаметром близько 10 см, зеленого кольору. Насіння має овальну форму, близько 2 см в довжину і 1,5 см в діаметрі. Саркотеста спочатку біла, потім стає жовто-кремовою при дозріванні.

## Поширення, екологія
Країни поширення: Мексика (Чьяпас). Рослини зустрічаються підліском e вічнозелених дощових тропічних лісах і на скелях або виходах вапняків на крутих схилах, на висоті 520-1200 м.

## Загрози та охорона
Населення страждає від руйнування місця існування в результаті розширення сільськогосподарських земель (пасовища для ВРХ і кавові плантації). Може бути деяке зниження через збір.